# بوهدان کوشنینکو
بوهدان کوشنینکو (اوکراینی: Богдан Сергійович Кушніренко؛ زادهٔ ۲ نوامبر ۱۹۹۵) بازیکن فوتبال است.
وی همچنین در تیم ملی فوتبال Ukraine (students) بازی کرده‌است.